# Velika Novosilka
Velika Novosilka (en ucraniano: Велика Новосілка; en ruso: Великая Новосёлка, romanizado: Velíkaya Novosiolka) es un asentamiento de tipo urbano ucraniano perteneciente al óblast de Donetsk. Situado en el este del país, hasta 2020 era el centro del raión de Velika Novosilka, pero actualmente es parte del raión de Volnovaja y centro del municipio (hromada) homónimo. 
El asentamiento fue tomado por las fuerzas rusas el 26 de enero de 2025, en el marco de la invasión rusa de Ucrania.

## Toponimia
Velika Novosilka se conocía como Veliki Yanisol (en ucraniano: Великий Янісоль) hasta el 7 de junio de 1946, en honor al pueblo de Yani-Sala de Crimea.

## Geografía
Velika Novosilka se encuentra en el margen derecha del río Mokri Yali, afluente del río Vovcha, 90 km al oeste de Donetsk.

## Historia
El asentamiento fue fundado en 1779 por colonos griegos y urrumanos que emigraron de Crimea, que fundaron Bolshoi Yanisol y Salgir-Yenisal. Los pobladores se dedicaron principalmente a la ganadería, el comercio, la sericultura y la agricultura.
Durante la guerra civil rusa, el control cambió de manos entre el Ejército Negro, los bolcheviques, el ejército austriaco y alemán en apoyo al Hetmanato, y el Ejército Blanco. Finalmente, los bolcheviques se hicieron con el control de forma definitiva.
En marzo de 1923 el pueblo se convirtió en el centro del raión. En la década de 1930, el idioma griego se enseñaba en las escuelas. El periódico regional Leninski Shliaj se publica en 4 idiomas en 1933 (griego, urrumano, ruso y ucraniano). 
Velika Novosilka fue ocupada por la Wehrmacht el 10 de octubre de 1941 en plena Segunda Guerra Mundial, siendo liberada el 12-13 de octubre por el Ejército Rojo en septiembre de 1943. 
En junio de 1946, el asentamiento se renombró a su actual denominación. En 1965, Velika Novosilka recibió el estatus de asentamiento de tipo urbano.
Al comienzo de la guerra del Dombás, las fuerzas ucranianas mantuvieron el control de Velika Novosilka. Sin embargo, también hubo manifestaciones de apoyo a la República Popular de Donetsk.
El 30 de marzo de 2022, al comienzo de la invasión rusa de Ucrania, las tropas rusas lucharon en las afueras de Velika Novosilka con la 53.ª Brigada Mecanizada de las Fuerzas Armadas de Ucrania, que retuvieron el control del asentamiento. Al estar constantemente en primera línea, la infraestructura del pueblo sufrió muchos daños y también ha habido víctimas entre la población civil.
A principios de diciembre, las tropas rusas reanudaron la ofensiva en la zona capturando la carretera cerca de Novyi Komar, directamente en el norte, pero la perdieron después de que refuerzos ucranianos contraatacaran. Una nueva ofensiva rusa pronto recuperó la carretera. Las fuerzas rusas rodearon a los defensores ucranianos en Makarivka y Storozheve, aunque la mayoría de las tropas escaparon hacia el norte. En su persecución, las unidades rusas tomaron las alturas cerca de Neskuchne en el sur y Vremivka en el este, con vistas al valle y Velika Novosilka. Al oeste de la localidad, las fuerzas rusas capturaron tierras al noreste de la ocupada Rivnopil, directamente al oeste de la aldea, reduciendo la brecha entre las pinzas a menos de 10 km. Según Meduza, la aldea quedó efectivamente rodeada a fines de diciembre de 2024, con rutas de suministro cortadas y ataques aéreos dirigidos a los cruces del río.
El 26 de enero de 2025, el ejército ruso confirmó la captura total de la aldea estratégica de Velika Novosilka. La 114. ª Brigada Mecanizada Independiente de Ucrania confirmó su retirada de la ciudad en Telegram.

## Demografía
La evolución de la población de Velika Novosilka entre 1859 y 2022 fue la siguiente:
| 1670                                                          | 3492 | 4824 | 5074 | 6637 | 7399 | 8222 | 7493 | 7003 | 6265 | 6098 | 5570 | 5235 |
| (Fuente: Cities & Towns of Ukraine y UKRAINE: Größere Städte) |      |      |      |      |      |      |      |      |      |      |      |      |

Según el censo de 2001, la lengua materna de la mayoría de los habitantes, el 81,8%, es el ruso; del 17,08% es el ucraniano y del 0,85%, el griego.

## Economía
Durante los años de la independencia, Velika Novosilka se convirtió en el centro de uno de los distritos agrícolas más grandes del óblast de Donetsk.  

## Infraestructura

### Transporte
Antes de la invasión rusa de Ucrania, todo el transporte que se movía desde el sur del óblast de Donetsk sin pasar por Donetsk hacia el norte de la región pasaba por Velika Novosilka, ya que por aquí pasan las carreteras regionales T-0509 y T-0518.

## Personas ilustres
- Taras Stepanenko (1989): futbolista ucraniano que juega de centrocampista en el FC Shajtar Donetsk.
- Mikola Shaparenko (1998): futbolista ucraniano que juega en la demarcación de centrocampista para el F. C. Dinamo de Kiev.